# Трулл, Борис Юльянович
Борис Трулл (эст. Boris Trull; 28 августа 1914, Выру, Выру — 24 ноября 1996, Таллин) — эстонский советский журналист, на протяжении 45 лет корреспондент и ответственный секретарь газеты «Серп и молот». Заслуженный работник культуры Эстонской ССР (1974).

## Биография
Родился в 1914 году в городе Выру в семье почтового работника. Эстонец. Его сестра — в будущем поэтесса Дебора Вааранди.
Участник Великой Отечественной войны, в РККА с марта 1942 года, старший сержант (1944), командир отделения миномётного взвода 249-й Эстонской стрелковой дивизии, воевал на Калинском, Прибалтийском и Ленинградском фронтах. Был легко ранен в 1942 году. Награждён знаком «Отличный миномётчик», Орденом Красной Звезды (1944), Орденом Отечественной войны I степени (1986).
После войны на протяжении 45 лет — с ноября 1945 по февраль 1990 года — работал в газете «Серп и молот», став ответственным секретарём; фактически с его именем связан почти весь советский период газеты — за время его работы в газете сменилось 14 редакторов и 15 редакторских смен.
Умер в 1996 году в Таллине, похоронен на кладбище Пярнамяэ.